# Mosquero, New Mexico
Mosquero, New Mexico (енгл. Mosquero) град је у америчкој савезној држави Њу Мексико.

## Демографија
По попису из 2010. године број становника је 93, што је 27 (-22,5%) становника мање него 2000. године.
| Група             | 2000.      | 2010.      |
| Белци             | 25 (20,8%) | 40 (43,0%) |
| Афроамериканци    | 0 (0,0%)   | 0 (0,0%)   |
| Азијати           | 0 (0,0%)   | 0 (0,0%)   |
| Хиспаноамериканци | 93 (77,5%) | 53 (57,0%) |
| Укупно            | 120        | 93         |